# گابریل لیس
گابریل لیس (انگلیسی: Gabriel Leis؛ زادهٔ ۷ مهٔ ۱۹۵۰) بازیکن فوتبال است.